# Ivan Fjodorovič Paskevič
Grof Ivan Fjodorovič Paskevič (rusko Иван Фёдорович Паскевич), ruski general ukrajinskega rodu, * 1782, † 1856.
Bil je eden izmed pomembnejših generalov, ki so se borili med Napoleonovo invazijo na Rusijo; posledično je bil njegov portret dodan v Vojaško galerijo Zimskega dvorca.
Zaradi zaslug v uničenju novembrske revolucije (1830-1831) je postal namestnik Kraljevine Poljske.

## Življenje
Rodil se je bogatemu zemljeposestniku. Leta 1800, po končani šoli, je postal osebni paž carja Pavla I., nakar je bil povišan v poročnika Preobraženskega polka. Sodeloval je v rusko-turški vojni (1806-12) kot adjutant vrhovnih poveljnikov, a je sodeloval tudi v bojih, tako da je bil povišan v polkovnika. Novembra 1810 je bil povišan še v generalmajorja in postal poveljnik 26. pehotne divizije, s katero je sodeloval v veliki patriotski vojni. 
Leta 1813 je bil povišan v generalporočnika in januarja 1814 je postal poveljnik 2. grenadirske divizije, s katero se je bojeval proti Francozom. V letih 1817-1819 je spremljal velikega princa Mihaila Pavloviča na potovanju po Evropi. Ko se je vrnil v Rusijo, je postal poveljnik Gardne pehotne divizije. Februarja 1826 je postal generaladjutant in poveljnik 1. pehotnega korpusa. 
Leta 1826 se je bojeval na Kavkazu proti Perzijcem; med bitko pri Elizavetpolu je tako s 7.000 vojaki premagal 35.000 Perzijcev. Zaradi uspehov med vojno je prejel več odlikovanj, denarnih nagrad in bil povzdignjen v grofa z nazivom Erivanski. Med rusko-turško vojno 1828-29 je ponovno prevzel poveljstvo vojske in vodil ofenzivno vojno, s katero je popolnoma premagal Turke. Zaradi zaslug je bil povišan v generalfeldmaršala.
Leta 1831 je sodeloval v bojih proti Poljakom; tako je 26. avgusta zavzel Varšavo. Za nagrado ga je Nikolaj I. Ruski povzdignil v svetlega princa Varšavskega in imenoval za namestnika Kraljevine Poljske. Leta 1849 je sodeloval v zatrtju madžarskega upora proti Avstrijcem.
Aprila 1854 je bil imenoval za poveljnika južne meje Ruskega imperija, za poveljnika Donavske armade. 
Umrl je 20. januarja 1856. V svoji oporoki je zapustil 50.000 srebrnih rubljev, s katerim se je po njegovih navodilih ustanovil fond, iz katerega so letno vzdrževali 200 vojaških invalidov.